# Synode van Diedenhoven
De Synode van Diedenhoven was een belangrijke synode (of concilie) van kerkelijke hoogwaardigheidsbekleders die begin 835 in het Karolingische Rijk in het huidige Thionville plaatsvond, vlak ten zuiden van het huidige Luxemburg.
Drie jaar nadat de zonen van de keizer in 830 in opstand waren gekomen tegen hun vader, keizer Lodewijk de Vrome, keerde Ebbo, de aartsbisschop van Reims zich tegen Lodewijk. In november 833 zat hij de synode van Soissons voor. Op 13 november ging hij voor in de beschamende scène in de kerk van de heilige Maria in Soissons, waar de oude keizer werd afgezet en gedwongen werd om openbare boetedoening te doen voor misdaden die hij niet had begaan. Als beloning voor deze schandelijke daad ontving Ebbo van Lotharius I de abdij van Sint-Vaast. Hij bleef de opstandige Lotharius zelfs ondersteunen nadat Lodewijk in 834 plechtig in zijn ambt was hersteld. Een zware aanval van jicht verhinderde Ebbo om Lotharius naar Italia te vergezellen. In plaats daarvan nam hij zijn toevlucht in de cel van een kluizenaar in de buurt van Parijs, maar hij werd ontdekt en als gevangene naar de Abdij van Fulda gezonden. Op 2 februari 835 verscheen Ebbo voor de synode van Diedenhoven, waar hij in de aanwezigheid van de keizer en drieënveertig bisschoppen plechtig verklaarde dat de keizer onschuldig was aan de misdaden, waarvan hij hem tijdens de synode van Soissons had beschuldigd. Op 28 februari 835 herriep hij vanaf de kansel in de kathedraal van Metz publiekelijk zijn beschuldigingen  
De synode zette ook Lodewijks andere kerkelijke rivalen af: Agobard, aartsbisschop van Lyon, Bernard, bisschop van Vienne, en Bartholomeus, de aartsbisschop van Narbonne. De synode van Diedenhoven vertegenwoordigde een omkering van de beslissingen van de synode van Soissons in november 833, waarin Ebbo Lodewijk de Vrome had afgezet.